# Roman Kharchenkov
Roman Yuryevich Kharchenkov (tiếng Nga: Роман Юрьевич Харченков; sinh ngày 19 tháng 1 năm 1996) là một cầu thủ bóng đá người Nga. Anh thi đấu cho F.K. Dynamo-2 Sankt Peterburg.

## Sự nghiệp câu lạc bộ
Anh có màn ra mắt tại Giải bóng đá chuyên nghiệp quốc gia Nga cho FC Khimik Novomoskovsk vào ngày 19 tháng 7 năm 2017 trong trận đấu với FC Strogino Moskva.